# Alex Martins
Pour les articles homonymes, voir Martins et Ferreira.
Alex Martins Ferreira, né le 8 juillet 1993 au Brésil, est un footballeur professionnel brésilien qui joue comme avant-centre en Liga 1 pour le club de Dewa United Football club.

## Statistiques
| Performance en club | Performance en club           | Performance en club | League | League | Coupe | Coupe | Total | Total |
| Saison              | Club                          | Championnat         | Match  | Buts   | Match | Buts  | Match | Buts  |
| ------------------- | ----------------------------- | ------------------- | ------ | ------ | ----- | ----- | ----- | ----- |
| 2012                | Shonan Bellmare               | J2 League           | 2      | 0      | 0     | 0     | 2     | 0     |
| 2016                | Fukushima United              | J3 League           | 16     | 2      | 1     | 0     | 17    | 2     |
| 2017                | Fukushima United              | J3 League           | 17     | 5      | –     | –     | 17    | 5     |
| 2018                | Kagoshima United              | J2 League           | 4      | 0      | 0     | 0     | 4     | 0     |
| 2019                | Shanghai Shenxin              | China League One    | 13     | 4      | 0     | 0     | 13    | 4     |
| 2021                | Jeonnam Dragons               | K League 2          | 18     | 3      | 2     | 3     | 20    | 6     |
| 2022                | Shanghai Jiading Huilong      | China League One    | 13     | 7      | 0     | 0     | 13    | 7     |
| 2022–23             | Bhayangkara Presisi Indonesia | Liga 1              | 13     | 11     | –     | –     | 13    | 11    |
| 2023–24             | Dewa United FC                | Liga 1              | 33     | 21     | –     | –     | 33    | 21    |
| 2024–25             | Dewa United FC                | Liga 1              | 25     | 26     | –     | –     | 25    | 26    |
| Total               | Total                         | Total               | 154    | 79     | 3     | 3     | 157   | 82    |

## Palmarès

### En club
| Jeonnam Dragons (1)                            |
| ---------------------------------------------- |
| - Coupe de Corée du Sud (1) - Vainqueur : 2021 |

## Distinctions individuelles
Avec Dewa United F.C.
- Meilleur buteur de Liga 1 : 2025